# Guan marail
El guan marail (Penelope marail) és una espècie d'ocell de la família dels cràcids (Cracidae) que habita la selva humida, especialment a prop de l'aigua, del sud de Veneçuela, Guaiana i nord del Brasil.